# Nicolás Torres
Nicolás Emanuel Torres (ur. 10 października 1983 w Concepción del Uruguay) – argentyński piłkarz występujący na pozycji lewego obrońcy, obecnie zawodnik Gimnasii Concepción del Uruguay.

## Kariera klubowa
Torres pochodzi z miasta Concepción del Uruguay i jest wychowankiem tamtejszego klubu Gimnasia y Esgrima Concepción del Uruguay. Do seniorskiej drużyny, występującej wówczas w drugiej lidze, został włączony jako dwudziestolatek i spędził w niej kolejne półtora roku, lecz pełnił wyłącznie rolę rezerwowego, a ponadto na koniec sezonu 2003/2004 spadł z Gimnasią do trzeciej ligi argentyńskiej – Torneo Argentino A. Bezpośrednio po tym został zawodnikiem trzecioligowego Club Atlético Tigre z siedzibą w stołecznym Buenos Aires, gdzie szybko zaczął regularnie pojawiać się na ligowych boiskach i już w rozgrywkach 2004/2005 awansował z ekipą na zaplecze najwyższej klasy rozgrywkowej. Po kolejnych dwóch latach spędzonych w barwach Tigre w Primera B Nacional, w sezonie 2006/2007 awansował ze swoim zespołem do pierwszej ligi. W argentyńskiej Primera División zadebiutował 12 sierpnia 2007 w przegranym 0:3 spotkaniu z Independiente i w tym samym sezonie, Apertura 2007, wywalczył z pełniącym rolę beniaminka Tigre największy sukces w historii klubu – tytuł wicemistrza Argentyny, pozostając jednak rezerwowym swojej ekipy.
Latem 2008 Torres przeszedł do Colónu de Santa Fe, w którego barwach 14 grudnia 2008 w przegranej 2:3 konfrontacji z Boca Juniors strzelił swojego premierowego gola w najwyższej klasie rozgrywkowej. W 2010 roku wraz ze swoim zespołem wziął udział w pierwszym międzynarodowym turnieju w swojej karierze – Copa Libertadores, a ogółem w Colónie występował bez większych sukcesów przez dwa lata. W połowie 2010 roku przeniósł się do meksykańskiego klubu Atlante FC z miasta Cancún. W tamtejszej Primera División zadebiutował 24 lipca 2010 w przegranym 1:4 meczu z Santos Laguną, natomiast pierwsze trafienie w nowym zespole zanotował 21 sierpnia tego samego roku w wygranym 2:1 pojedynku z Guadalajarą. Nie potrafił jednak wywalczyć sobie miejsca w pierwszym składzie i pełnił tylko funkcję głębokiego rezerwowego Atlante, nie notując z nim żadnego osiągnięcia.
W styczniu 2012 Torres powrócił do ojczyzny, na zasadzie półrocznego wypożyczenia zasilając stołeczny Quilmes Atlético Club, występujący w rozgrywkach drugiej ligi argentyńskiej. Tam również był wyłącznie rezerwowym, lecz na koniec sezonu 2011/2012 pomógł swojej ekipie wywalczyć awans do Primera División. Bezpośrednio po tym sukcesie udał się na wypożyczenie po raz kolejny, tym razem do zespołu Ferro Carril Oeste z Buenos Aires, również grającego w drugiej lidze. W jego barwach spędził kolejny rok, nie odnosząc żadnych osiągnięć, natomiast w lipcu 2013 podpisał umowę ze swoją macierzystą Gimnasią Concepción del Uruguay, rozgrywającą swoje spotkania na trzecim poziomie rozgrywek.
| Sezon     | Klub                            | Kraj      | Rozgrywki               | Mecze | Bramki |
| --------- | ------------------------------- | --------- | ----------------------- | ----- | ------ |
| 2002/2003 | Gimnasia Concepción del Uruguay | Argentyna | Primera B Nacional      | 3     | 0      |
| 2003/2004 | Gimnasia Concepción del Uruguay | Argentyna | Primera B Nacional      | 2     | 0      |
| 2004/2005 | Club Atlético Tigre             | Argentyna | Primera B Metropolitana | 27    | 1      |
| 2005/2006 | Club Atlético Tigre             | Argentyna | Primera B Nacional      | 30    | 1      |
| 2006/2007 | Club Atlético Tigre             | Argentyna | Primera B Nacional      | 27    | 1      |
| 2007/2008 | Club Atlético Tigre             | Argentyna | Primera División        | 16    | 0      |
| 2008/2009 | CA Colón                        | Argentyna | Primera División        | 21    | 2      |
| 2009/2010 | CA Colón                        | Argentyna | Primera División        | 27    | 0      |
| 2010/2011 | Atlante FC                      | Meksyk    | Liga MX                 | 9     | 1      |
| 2011/2012 | Atlante FC                      | Meksyk    | Liga MX                 | 3     | 0      |
| 2011/2012 | Quilmes Atlético Club           | Argentyna | Primera B Nacional      | 3     | 0      |
| 2012/2013 | Ferro Carril Oeste              | Argentyna | Primera B Nacional      | 12    | 0      |
| 2013/2014 | Gimnasia Concepción del Uruguay | Argentyna | Torneo Argentino A      |       |        |